# Departamento Nueve de Julio (San Juan)
Das Departamento Nueve de Julio liegt im südlichen Zentrum der Provinz San Juan im Westen Argentiniens ist eine von 19 Verwaltungseinheiten der Provinz. 
Es grenzt im Norden an die Departamentos Santa Lucía und San Martín, im Osten an das Departamento Caucete, im Süden an das Departamento Veinticinco de Mayo und im Westen an das Departamento Rawson. 
Die Hauptstadt des Departamento Nueve de Julio ist das gleichnamige Nueve de Julio.

## Städte und Gemeinden
Das Departamento Pocito ist in folgende Gemeinden aufgeteilt:
- Nueve de Julio